# Asmate rippertaria
Asmate rippertaria là một loài bướm đêm trong họ Geometridae.